# Alberto Di Stasio

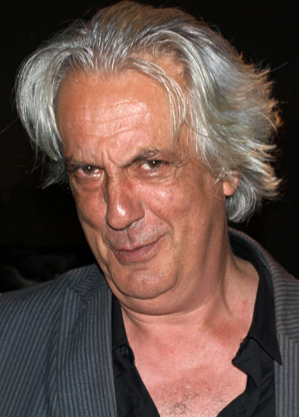
Alberto Di Stasio (2006)

Alberto Di Stasio (* 26. Mai 1950 in Neapel, Italien) ist ein italienischer Schauspieler. 

## Biografie
Alberto Di Stasio kommt aus einer eher musikalischen Familie mit vielen Sängern. Er selbst studierte Schauspiel an der Accademia d'arte drammatica Silvio d'Amico und spielte anschließend mehrere Jahre Theater. In einer kleinen Nebenrolle debütierte er in dem 1985 erschienenen und von Carlo Lizzani inszenierten Filmdrama Mamma Ebe an der Seite von Stefania Sandrelli und Giuseppe Cederna auf der Leinwand.

## Filmografie (Auswahl)
- 1985: Mamma Ebe
- 1986: Allein gegen die Mafia 2 (La piovra 2, Fernsehserie, zwei Folgen)
- 1986: Angelina – Von allen begehrt (La signora della notte)
- 1986: Night Ripper – Das Monster von Florenz (Il mostro di Firenze)
- 1986: Teufel im Leib (Il diavolo in corpo)
- 1988: Krieg der Spione (Guerra di spie)
- 1991: Gefangen im Spinnennetz (La ragnatela)
- 2001: Heaven
- 2006: Papa Luciani – Il sorriso di Dio
- 2007–2010: Boris (Fernsehserie, 29 Folgen)
- 2011: Boris – Il film